# Gomphandra cumingiana
Gomphandra cumingiana là một loài thực vật có hoa trong họ Stemonuraceae. Loài này được (Miers) Fern.-Vill. mô tả khoa học đầu tiên năm 1880.